# Quatermass 2
Quatermass 2 es una película de  ciencia ficción y terror dirigida por Val Guest en 1957.
No exactamente una secuela de El experimento del doctor Quatermass sino más bien un nuevo episodio de la serie. La Hammer repitió con casi todo el equipo original, mismo director y guionista, aunque diferente director de fotografía, Gerald Gibbs, que resta algo de tenebrosidad a las imágenes y distancia un poco más el producto de los clichés conocidos del género de terror.

## Argumento
Quatermass sigue como en El experimento del doctor Quatermass, engreído y a ratos maleducado, rezumando superioridad intelectual. Es un protagonista bastante atípico, una de las señas de identidad de estas películas donde no aparecen muchas mujeres y la trama se centra en prevenir la oculta amenaza de invasión alienígena.
En esta ocasión, Quatermass sigue enfrascado en sus intentos de obtener subvenciones del gobierno inglés para enviar un cohete tripulado a la Luna y comenzar su colonización, cuando accidentalmente descubre restos de unos meteoritos. Esta tremenda casualidad le llevará a descubrir que los meteoritos son en realidad portadores de una vida extraterrestre, una especie de parásito que roba la voluntad y que es una avanzadilla de una invasión a gran escala.